# Rückstau-Hebeanlage
Eine Rückstau-Hebeanlage ist eine Hebeanlage oder eine Pumpstation, die für die Ableitung des Abwassers von betroffenen Entwässerungsgegenständen (Dusche, Waschmaschine, Toilette etc.) grundsätzlich ein bestehendes Gefälle zum Kanal nutzt. Bei einem Rückstauereignis schließen eine oder mehrere Klappen die Rohrleitung zum Kanal ab, anfallendes Abwasser wird mit Hilfe einer integrierten Pumpe über die Rückstauebene gehoben und zum Kanal weitergeleitet. Rückstau-Hebeanlagen oder auch Hybrid-Hebeanlagen gelten als ökonomisch verbesserte, aber vor allem auch als ökologisch effizientere Anlagen, unter anderem da sie die Sicherheit einer Hebeanlage mit den Vorteilen eines Rückstauschutzes kombinieren.

Die europäische Norm DIN EN 12056-4 gibt vor, dass Ablaufstellen unterhalb der Rückstauebene durch automatisch arbeitende Abwasserhebeanlagen (mit Rückstauschleife) zu sichern sind. Gemäß Ö-Norm B2501 ist neben der klassischen Abwasserhebeanlage auch eine Rückstau-Hebeanlage zulässig.

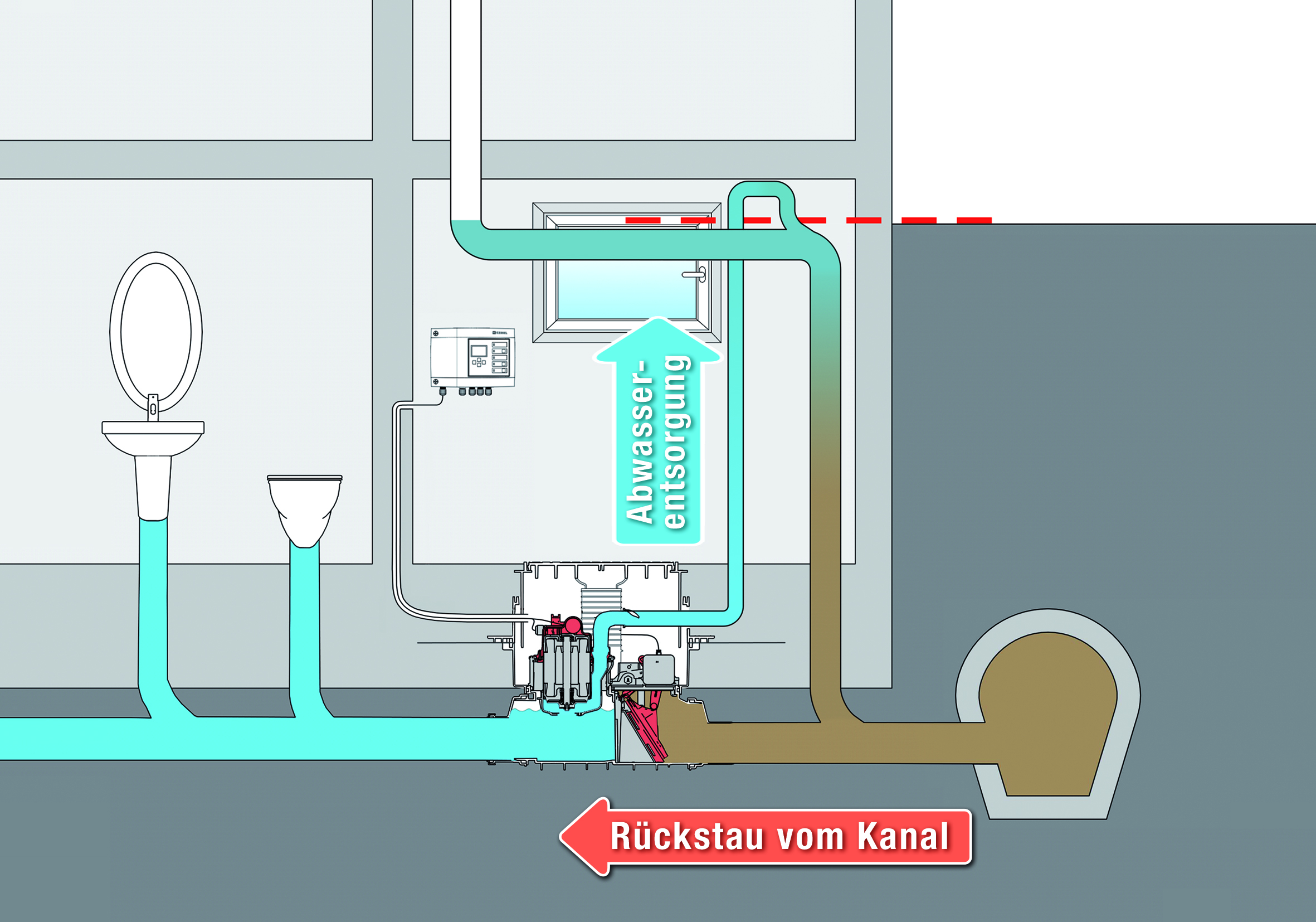

## Ökologischer Hintergrund
Herkömmliche Hebeanlagen sind durchgehend in Betrieb und pumpen das Abwasser konstant, verbrauchen somit ununterbrochen Energie und erzeugen Geräusche. Hybrid-Hebeanlagen hingegen sind so konzipiert, dass sie ausschließlich dann aktiviert werden, wenn ein Rückstauereignis eintritt. Dies spart Betreibern vor allem Energie und Instandhaltungsarbeiten/kosten, da der Verschleiß sowie die Geräuschemissionen deutlich reduziert werden.

## Technischer Hintergrund
Um eine geeignete Hebeanlage zu finden, ist es wichtig, die Art des Abwassers über die angeschlossenen Entwässerungsgegenstände zu ermitteln. Diese lässt sich in zwei Kategorien untergliedern: Fäkalienfreies Abwasser („Grauwasser“) aus Duschen, Waschmaschinen, Badewannen o. Ä. und fäkalienhaltiges Abwasser („Schwarzwasser“) aus Toiletten oder Urinalen. Bei fäkalienhaltigem Abwasser ist der Einbau von speziellen Fäkalien-Hebeanlagen nötig.

## Ökonomischer Hintergrund
Hybrid-Hebeanlagen minimieren die wirtschaftlichen Risiken bei ungeplanten oder unkontrollierbaren Ereignissen wie zum Beispiel Stromausfällen. Zudem sinkt beim Gebrauch von Hybrid-Hebeanlagen die Gefahr von wirtschaftlichen Schäden in Folge von Überschwemmungen o. Ä. und die Abnutzungskosten werden geringgehalten.

## Funktionsweise und Aufbau
Eine Rückstauhebeanlage ist eine Anlage, bestehend aus Rückstauverschluss mit vorgeschaltetem Überlauf zur Abwasserhebeanlage mit Sammelraum. Dabei erfolgt Entwässerung:
– ohne Rückstau über den Rückstauverschluss nur mittels Schwerkraft und ohne Fremdenergie.
– bei Rückstau über die Abwasserhebeanlage mit Fremdenergie.
Eine Rückstau-Hebeanlage leitet das anfallende Abwasser im Normalfall über das natürliche Gefälle zum Kanal ab. Ein oder mehrere Klappen schließen bei Rückstau die Leitung ab. Die integrierte Pumpe schaltet sich ausschließlich bei Rückstauereignissen automatisch ein, um das Abwasser über die Rückstauschleife zu heben und anschließend in die Kanalisation zu pumpen.